# Campionati asiatici di ciclismo su strada - Cronometro maschile Under-23
La Cronometro maschile Under-23 è uno degli eventi disputati durante i Campionati asiatici di ciclismo su strada, inserita per la prima volta nel 2012. La corsa si disputa annualmente, con la sola eccezione del biennio 2020-21, quando venne annullata a causa della pandemia da COVID-19.

## Albo d'oro
Aggiornato all'edizione 2023.
| Anno | Vincitore                                        | Secondo                                          | Terzo                                            |
| ---- | ------------------------------------------------ | ------------------------------------------------ | ------------------------------------------------ |
| 2012 | Arvin Moazemi                                    | Genki Yamamoto                                   | Burr Ho                                          |
| 2013 | Daniil Fominykh                                  | Duc Tam Trinh                                    | Im Jae-yeon                                      |
| 2014 | Park Sang-hoon                                   | Leung Chun Wing                                  | Ali Khademi                                      |
| 2015 | Park Sang-hoon                                   | Amir Kolahdozhagh                                | Yūma Koishi                                      |
| 2016 | Maral-Erdene Batmunkh                            | Fung Ka Hoo                                      | Masaki Yamamoto                                  |
| 2017 | Rei Onodera                                      | Zheng Zhang                                      | Yuriy Natarov                                    |
| 2018 | Shi Hang                                         | Fung Ka Hoo                                      | Shoi Matsuda                                     |
| 2019 | Yevgeniy Fedorov                                 | Sergio Tu                                        | Amir Hossein Jamshidian                          |
| 2020 | non disputata a causa della pandemia da COVID-19 | non disputata a causa della pandemia da COVID-19 | non disputata a causa della pandemia da COVID-19 |
| 2021 | non disputata a causa della pandemia da COVID-19 | non disputata a causa della pandemia da COVID-19 | non disputata a causa della pandemia da COVID-19 |
| 2022 | Ahmed Madan                                      | Aleksey Fomovskiy                                | Aidin Aliyari                                    |
| 2023 | Andrey Remkhe                                    | Jinyang Ju                                       | Muhammad Andy Royan                              |

## Medagliere
| Pos.   | Nazione       | Oro | Argento | Bronzo | Totale |
| ------ | ------------- | --- | ------- | ------ | ------ |
| 1      | Kazakistan    | 3   | 0       | 1      | 4      |
| 2      | Corea del Sud | 2   | 0       | 0      | 2      |
| 3      | Cina          | 1   | 2       | 0      | 3      |
| 4      | Giappone      | 1   | 1       | 4      | 6      |
| 5      | Iran          | 1   | 1       | 3      | 5      |
| 6      | Bahrein       | 1   | 0       | 0      | 1      |
| 7      | Mongolia      | 1   | 0       | 0      | 1      |
| 8      | Hong Kong     | 0   | 3       | 1      | 4      |
| 9      | Vietnam       | 0   | 1       | 0      | 1      |
| 9      | Taipei cinese | 0   | 1       | 0      | 1      |
| 9      | Uzbekistan    | 0   | 1       | 0      | 1      |
| 12     | Indonesia     | 0   | 0       | 1      | 1      |
| Totale | Totale        | 10  | 10      | 10     | 30     |